# Graham Walker
Graham William Walker, född 4 augusti 1896 i Wallington, Surrey, död 7 september 1962, var en engelsk motorcykelförare. 
Walker, som tillhörde Englands bästa förare i slutet av 1920- och början av 1930-talet, var redaktör för tidskriften Motor Cycling i London. Han började tävla på Norton, körde Sunbeam 1924–1927 och övergick följande år till Rudge-Whitworth, på vilket märke han tävlade till 1935, då han slutade som aktiv. Hans förnämsta framgångar är segrarna i Europas GP:s C-klass 1927 (tvåa 1930) och A-klass 1931. Vidare vann han C-klassen i Hollands TT 1928 och 1930, Schweiz GP 1924 och Tysklands GP 1927 och 1930. Hans bästa resultat i Engelska TT är seger i Lightweight TT 1931 och andraplaceringar i Senior- 1930, Lightweight- 1932 och Sidecar TT 1923.